# Кудинов (Каменский район)
Кудино́в — хутор в Каменском районе Ростовской области.
Входит в состав Калитвенского сельского поселения.

## Население
| 2010 |
| ---- |
| 8    |

## Улицы
На хуторе имеется одна улица: Речная.

## Известные уроженцы
- Данилов, Василий Александрович (1924—2015) — советский военачальник, генерал-лейтенант, Герой Советского Союза.